# Anolis serranoi
Espèce
Synonymes
- Norops serranoi Köhler, 1999

Anolis serranoi est une espèce de sauriens de la famille des Dactyloidae. 

## Répartition
Cette espèce se rencontre au Salvador, au Guatemala et au Chiapas au Mexique.

## Étymologie
Cette espèce est nommée en l'honneur de Francisco Serrano.

## Publication originale
- Köhler, 1999 : A new species of anole of the genus Norops from the Pacific versant of northern Central America. Salamandra, vol. 35, no 1, p. 37-52.